# Mahākāśyapa
Mahākāśyapa (sanscrito, pāli: Mahakassapa; cinese 大迦葉T, Dà JiāshèP, tibetano: འོད་སྲུང་།, 'Od-srungW) o Kāśyapa (fl. VI secolo a.C.) fu uno dei dieci discepoli principali del Buddha.

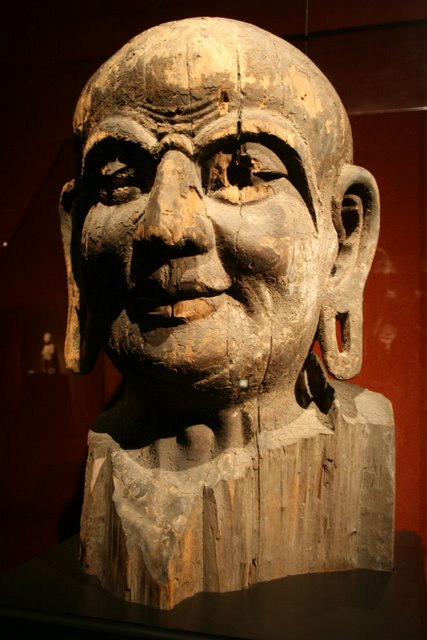
Rappresentazione cinese di epoca Tang

Chiamato in lingua pāli anche Pipphali Kassapa, per distinguerlo da altri monaci di nome Kassapa/Kāśyapa, ebbe in seguito il titolo di "Mahā" (grande) aggiunto al nome per sottolineare la sua importanza tra i seguaci del Buddha storico.
Di ricca famiglia brahmanica, come Sāriputta e Moggallāna, fu nativo del Magadha, a Mahatittha. Incontrò Gautama Buddha mentre questi era fermo in meditazione sulla strada da Rājagaha a Nālandā e lo riconobbe subito come suo maestro. In seguito fu dal Buddha definito come il migliore dei discepoli nel mantenere attenzione ai minimi dettagli delle regole (dhutavādānam)
Dopo otto giorni dall'aver preso i tredici voti di massima austerità, dhutagunā, Mahākāśyapa raggiunse lo stato di arhat. Fu riconosciuto anche capace di poteri magici. Il Buddha lo riteneva capace di entrare in stati meditativi profondi, jhāna, come i suoi. Di Mahākāśyapa sono registrati sutra di incoraggiamento per i monaci. Mahākāśyapa non visse in monasteri, ma preferì la foresta o i picchi montani, e vestirsi di cenci trovati per strada.
Quando il Buddha entrò nel parinirvāṇa, lungo la strada da Pāvā a Kusināra Mahākāśyapa arrivò solo sette giorni dopo per partecipare ai funerali organizzati da Ānanda.
Fu l'organizzatore del primo concilio buddhista a Rajagrha.

## In attesa del Buddha futuro
Una tradizione indiana, pervenuta grazie alla narrazione che ne fece Fǎxiǎn, monaco e pellegrino cinese in India nel IV secolo, vuole che Mahākāśyapa non sia mai morto ma che, ricevuta la veste del Buddha, dono di Pajāpatī - sua madre adottiva e sorella della madre Māyā - la conservi per donarla a Maitreya il futuro ultimo buddha del presente kalpa.
L'attesa di Mahākāśyapa avverrebbe in uno stato di meditazione profonda, all'interno di una montagna, il Gurupādāḥ, a una cinquantina di kilometri a sud-est di Bodhgayā.
Nel VII secolo la montagna fu visitata da Xuánzàng che ritrovò la stessa narrazione, compreso il particolare della kaṣāya tenuta da parte per Maitreya, e che confermò la devozione che i locali dirigevano verso la montagna e verso Mahākāśyapa, di cui per rispetto evitavano di pronunciare il nome. Aggiunse che, una volta consegnata la veste a Maitreya, Mahākāśyapa si sarebbe dissolto entrando nel Nirvāṇa.
Il luogo è tuttora oggetto di venerazione vaiṣṇava, data l'appropriazione del Buddha quale avatāra di Visnù.

## Primo patriarca del Buddhismo Chán
La tradizione cinese del Buddhismo Chán vuole che Mahākāśyapa sia il primo patriarca di questa scuola.
La prima citazione conosciuta di questa "investitura" risale al testo Trasmissione della Lampada di epoca Jingde (1004-1007) 景德傳燈錄, pinyin: Jǐngdé Chuándēnglù, compilazione del monaco Shì Dàoyuán 釋道原, dove, Mahākāśyapa avendo sorriso per avere il Buddha mostrato un fiore come unico contenuto di un sutra che si apprestava ad esporre, il Buddha avrebbe detto: